# 日本人学校

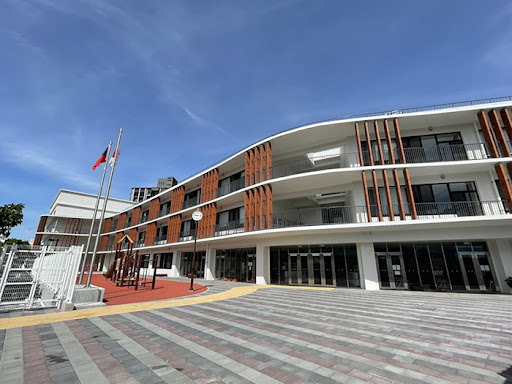
台北日本人学校（2021年撮影　新校舎）

日本人学校（にほんじんがっこう）とは、日本の文部科学大臣が管轄する、在外教育施設のひとつ。公立の「日本人学校」と「補習授業校」のほかに、私立の「私立在外教育施設」がある。
日本人学校は、日本国外に居住する日本人子女が「日本国内の小・中学校と同等の教育を受けられるようにした公立の教育機関（いわゆる学校）」で、文科省が通常課程と呼ぶ「平日の毎日6時間程度の授業」を行う全日制の学校となる。
在外日本人の児童・生徒が、週末や平日の放課後に通って日本語などを学習する学校は補習授業校（略称 補習校）という。

## 概要

### 定義
法律上の明確な定義はないが、文部科学省の分類では、在外教育施設のうち現地の日本人会等が設置したものを指す。私立の学校法人が主体となって外国に設置したものは「日本人学校」ではなく「私立在外教育施設」と称する。
また、日本人学校や補習授業校は「義務教育期間を対象にしていること」と、「文部科学省から教員が派遣されること」、「文部科学省から設立、運営などの経費を出すこと」など、私立在外教育施設と比較して、明らかに公的な性格を持つ。
日本人学校は、日本人（日本企業や団体などの駐在員）の多い地域だけでなく、政治状況が悪い、治安が安定していない、教育制度が整っていない国にも多く設立されている。また、日本人学校が現地の教育体系においてどのような位置づけになるかは、「その日本人学校が現地国の教育法規によって現地国の学校として認められるか否か」によって異なる。現地語や現地の地理・歴史等の教育を課程に加えることにより、現地国の私立学校として位置づけられる場合もある。
日本人学校も補習授業校、私立在外教育施設も共に学校教育法で定義する「学校」にはあたらないが、文部科学大臣が小学校、中学校又は高等学校の課程と同等の課程を有するものとして認定することによって、高校など上級学校への入学資格等の面で日本の学校と同様の扱いを受けることになる（学校教育法施行規則等）。
もともと補習授業校だったものが、実績を積んで在籍生徒数を増やすことで全日制に「昇格」したものが多い。もちろん昇格には、大使館や企業を含めた現地日本人会や保護者が日本帰国を念頭に置き、帰国時の編入・進学をスムーズにするために日本人学校設立を熱望する、という動きが不可欠である。

## 歴史

### 初期

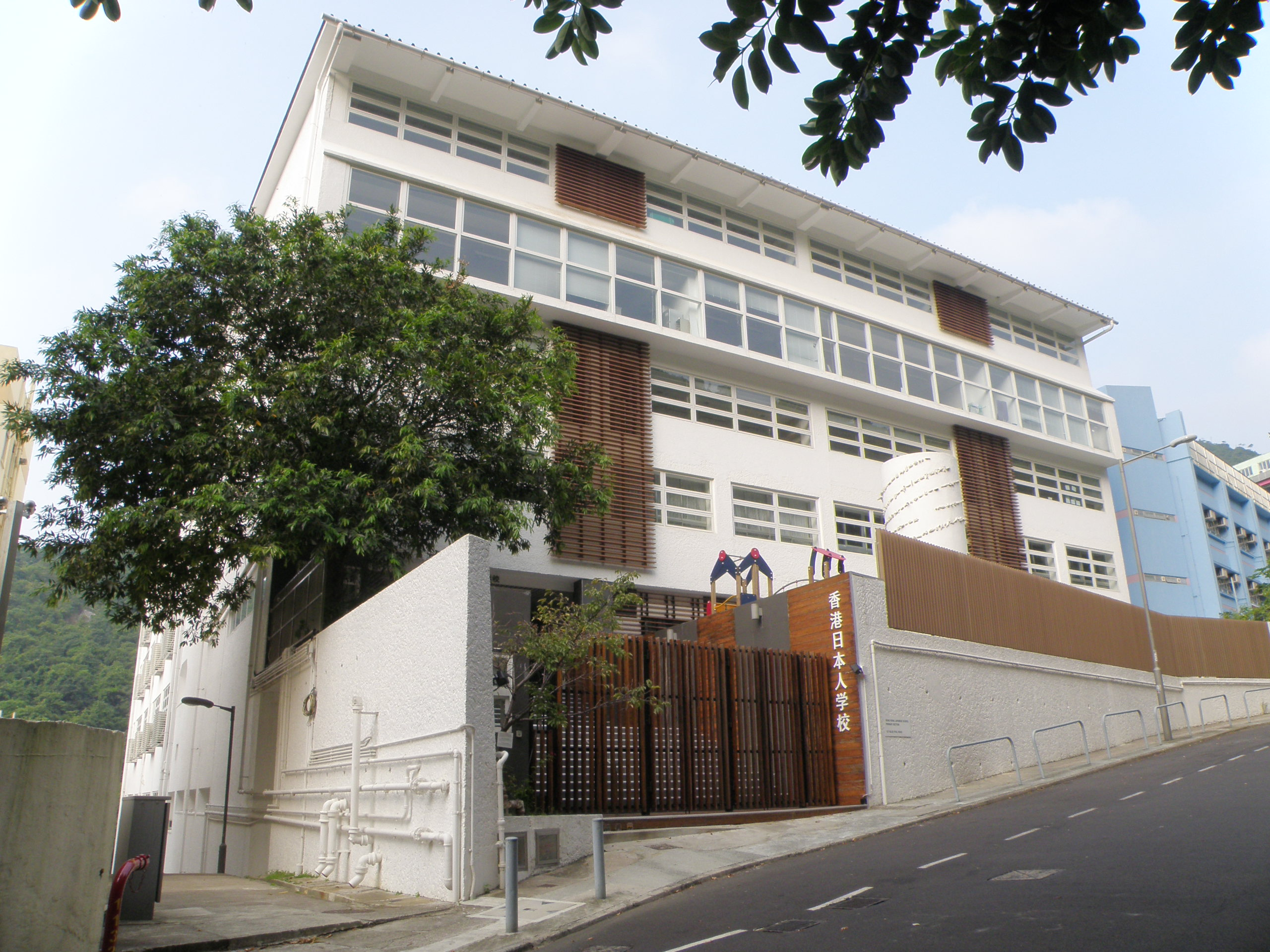
香港日本人学校（小学部香港校校舎）

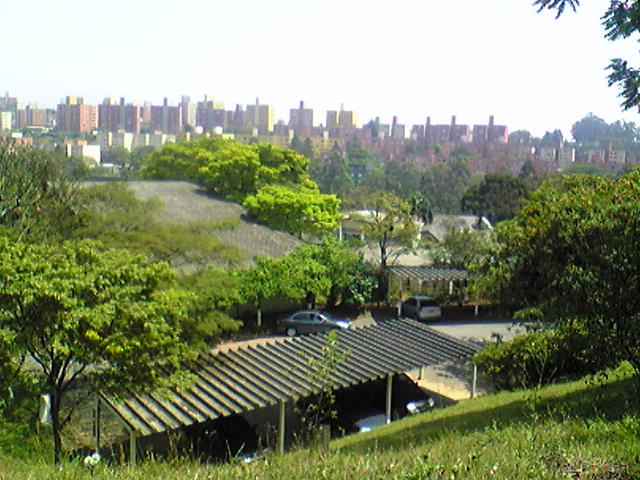
サンパウロ日本人学校（職員室および事務室棟）

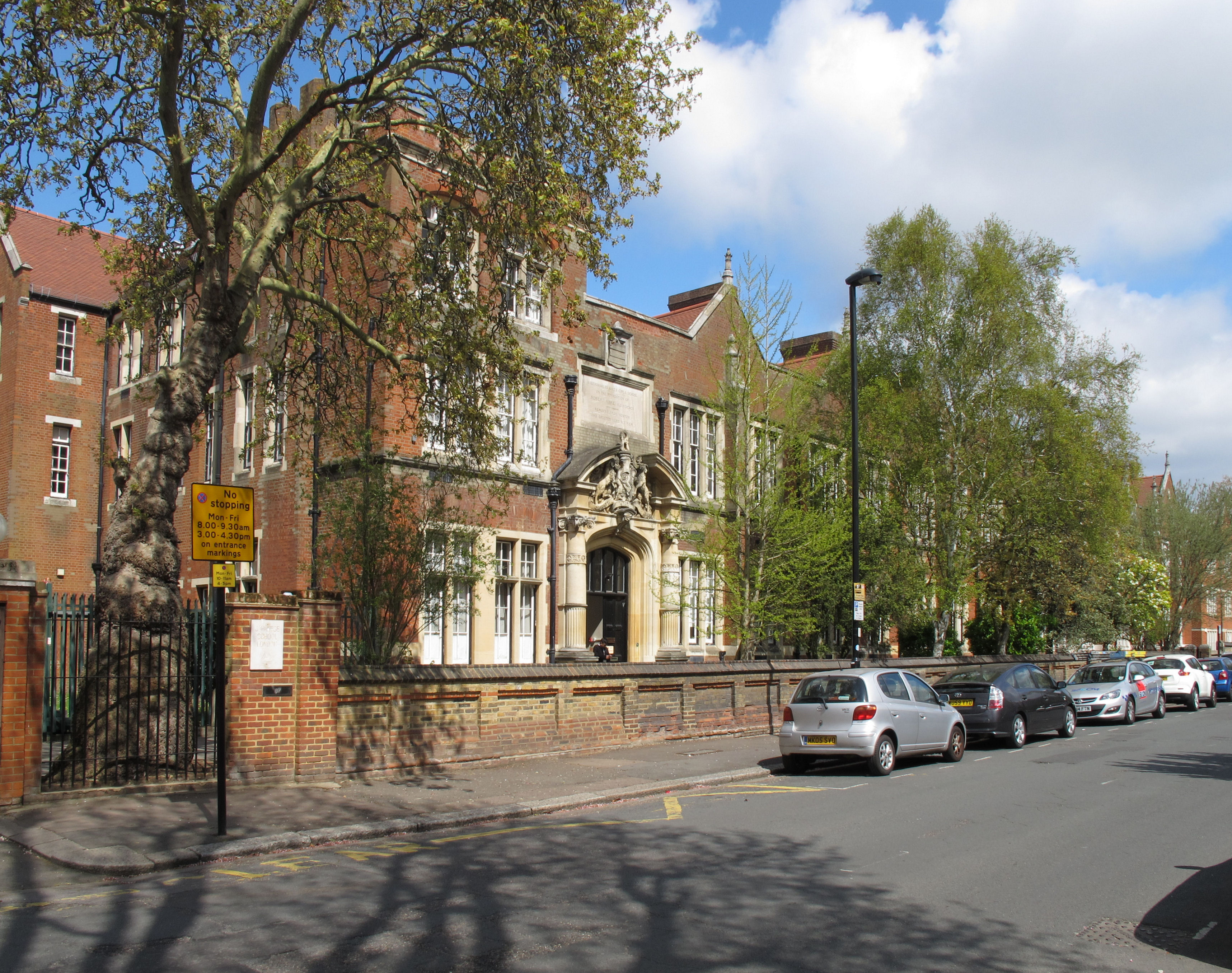
ロンドン日本人学校

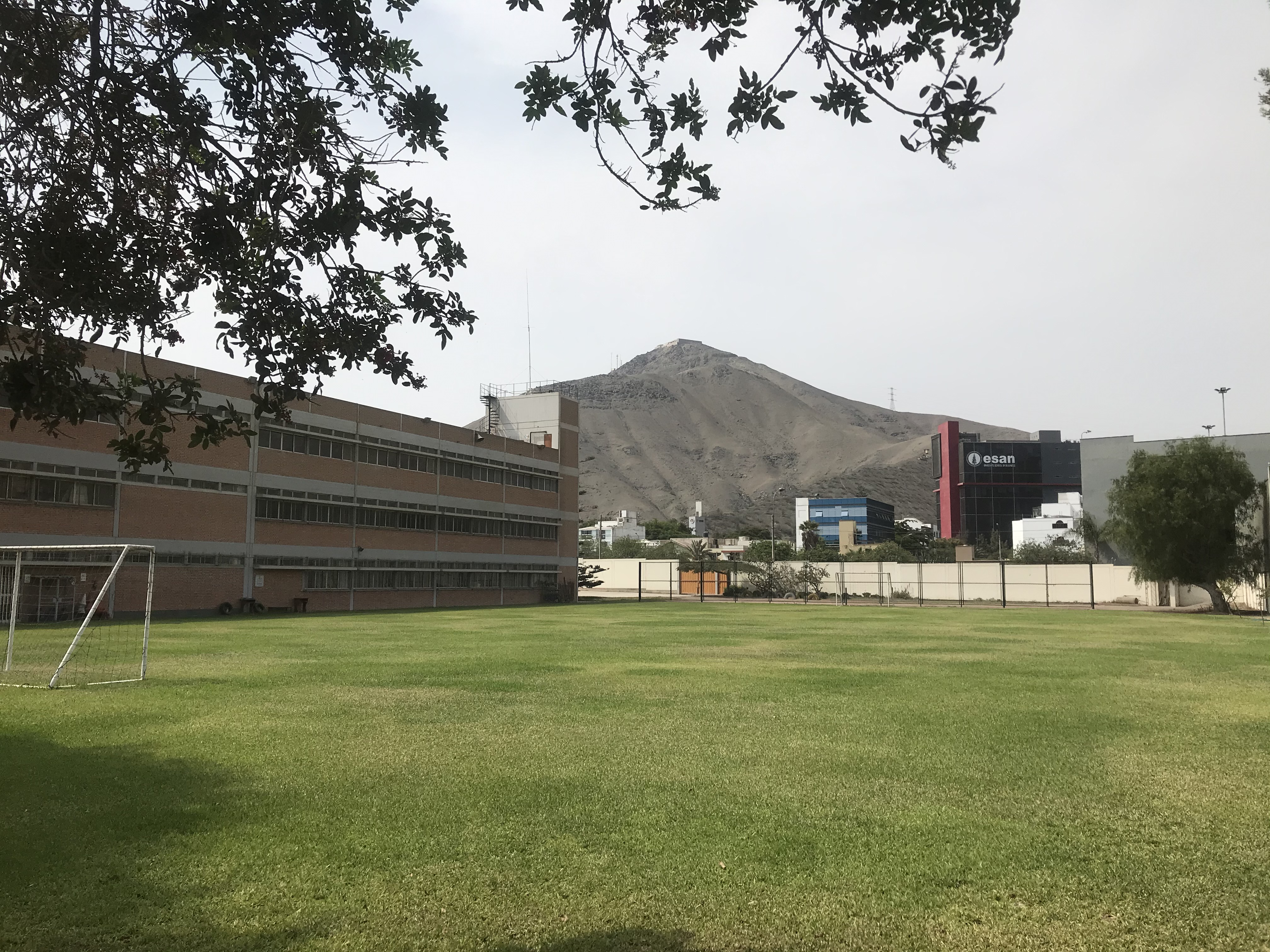
リマ日本人学校

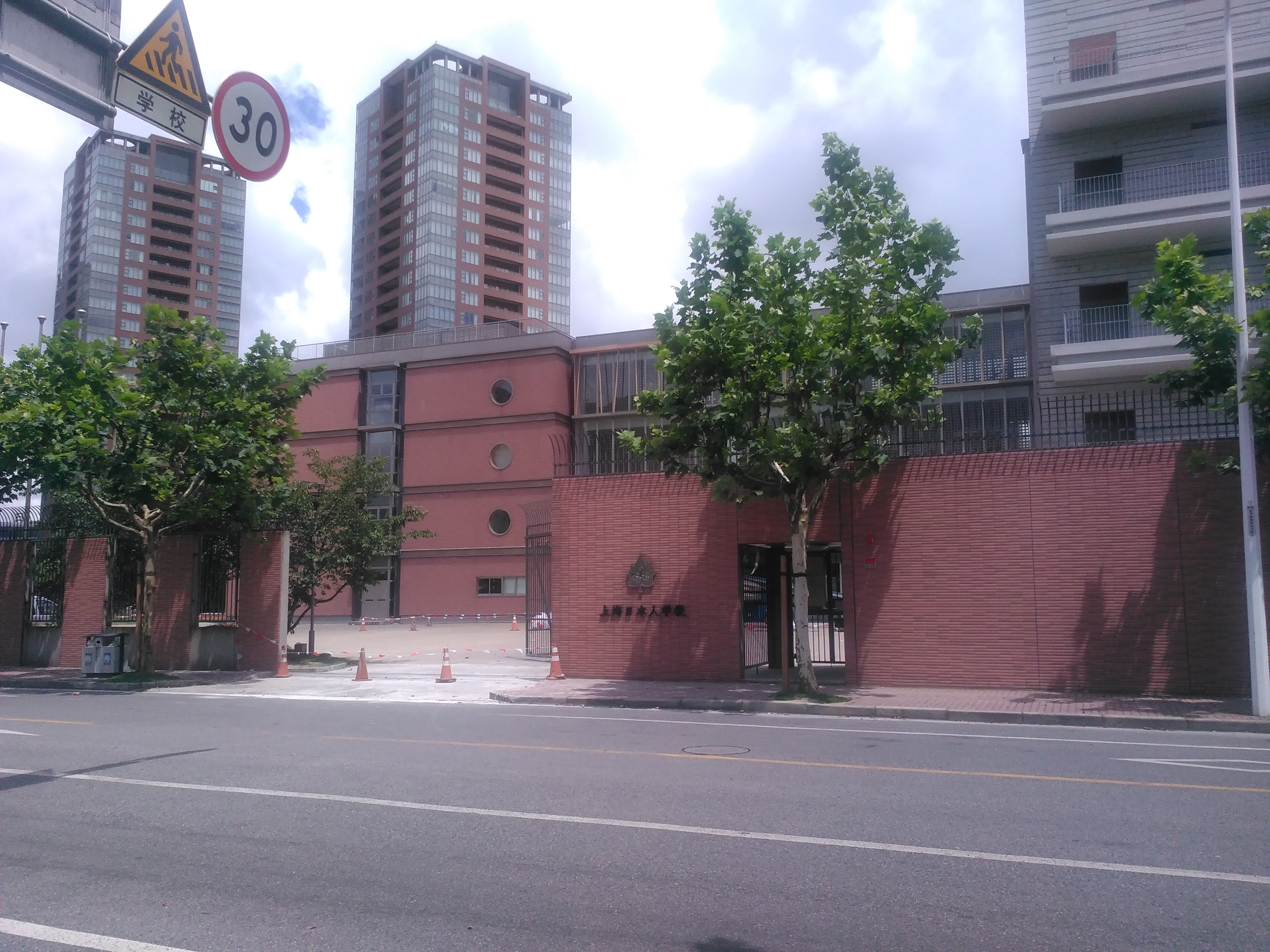
上海日本人学校（浦東校）

1907年にイギリス領香港に、香港本願寺小学校が世界で最初の日本人学校として開校した。なお、現在する香港日本人学校とは別組織である。

### 第一次世界大戦期
第一次世界大戦中の1915年に、日本人移民が多かったブラジルのサンパウロに大正小学校が設立され、その後サントスにも日本人学校が設立された。なお、これら2校とも現在する日本人学校とは別組織である。
その後1917年には、アメリカの植民地のフィリピン、マニラ市サンパロック区アレハンドロ・シックスト街に、馬尼拉日本人小学校（現マニラ日本人学校）が設立された。同校は1918年に、文部省からの在外指定学校として初の認可を貰った。

### 戦間期-戦後
1926年には、タイ王国のバンコクに、盤谷日本尋常小学校（現泰日協会学校バンコク日本人学校）が設立された。第二次世界大戦終了後の1947年には、中華民国の台北に台北日本人学校が設立された。

### 高度経済成長期
その後の1955年頃から1970年代前半までの高度経済成長期には、日本企業の世界進出に伴ってアジアだけではなくヨーロッパや南北アメリカ、中東やアフリカなど、世界各地で日本人学校が設立された。
1960年代には香港とサンパウロ（両校ともに戦前とは別組織による再開校）、シンガポール、クアラルンプール、ジャカルタに、1970年代前半にはデュッセルドルフ、ソウル、パリ、ブリュッセル、ロンドン、ニューヨーク、北京に続々と日本人学校が創立された。
邦人人口の急増を見込んで、これらの学校は非常に短期（1年前後）で週1日の補習授業校から全日制の日本人学校に移行した。これらの都市は経済・貿易・学術研究の中心であるため、2025年現在も多くの在校生を抱えている。
また在籍数こそ少ないが、同時期にニューデリー、高雄、ペナン、シドニー、デュッセルドルフ、リマ、リオデジャネイロ、ブエノスアイレス、モスクワ、ヨハネスブルグ、ナイロビ、カイロなどにも設立されている。
またカフジには私立在外教育施設、つまり私立の日本人学校である「カフジ明星学苑」が1969年に設立された。同校は、現地に進出したアラビア石油の駐在員の子女に向けて設立された。

### 安定成長期
1974年の第一次オイルショック後の10年にわたる安定成長期には、ミラノ、ウィーン、アムステルダム、プラハ、ハンブルク、フランクフルト、ブリュッセル、メキシコ、サンチアゴなどヨーロッパや中南米、アブダビ、ドバイ、バーレーンなど中近東にも日本人学校が設立された。
また、香港やサンパウロ、シンガポールなど、いくつかの日本人学校は数百人から1000人を超える多くの生徒を抱え、これに対応するために校舎を増設、移転し、または分校が作られた。

### バブル景気と崩壊
1980年代中盤から1990年代前半にかけてのバブル景気の時期には、日本人学校は多くの生徒を抱え校舎を増設し、新たに上海、イスラマバード、イスタンブール、バルセロナ、チューリッヒ、メルボルンなどで学校が設立された。またロンドン郊外やアルザスなどヨーロッパ諸国には、バブル景気を受けて日本の私立学校法人による在外教育施設が設立された。
しかし1990年代前半のバブル景気崩壊後は、日本企業の現地化が進んだ上に、経費がかさむ駐在員を減らしていることから、生徒不足で閉鎖、もしくは補習校に規模が縮小される日本人学校が相次いでいる。
その一方で、1990年代に東西統一したドイツのベルリンで、ドイモイ政策の効果が出だしたベトナムのハノイやホーチミンで日本人学校が設立されている。

### 1990年代後半-2000年代
その後も、NAFTA結成後多くの日本企業が進出しているメキシコのアグアスカリエンテスや、経済成長が著しいマレーシアのジョホール、2000年代に入ってハンガリーのブダペストにも新設された。
1990年代後半から経済成長に合わせ日本企業の進出が相次いだ中華人民共和国では、大連(1994年)、広州(1995年)、天津(1999年)、青島(2004年)、蘇州(2005年)に日本人学校が新設され、香港と上海の両校も増加し続ける生徒に対応するため、それぞれ1997年と2006年に校舎を増設している。
上海では今後も毎年500人程度の児童・生徒数増加があるとみられていたが、対日感情と治安の問題、そして落ち込む景気などにより、近年はその勢いが急激に鈍っている。

### 現在
このように日本人学校は、日本の景気と現地国の政治経済、治安状況を含む国際情勢を端的に表す存在である。 2023年4月15日現在では、世界49カ国・1地域に94校が設置されており、約1万6千人が学んでいる。

## 大規模な日本人学校

### 世界最大の日本人学校と補習授業校との比較
下記のランキング表は日本の義務教育機関である、小・中学生のみを対象にしている。
近年在籍者の多い日本人学校はアジアに集中し、補習校はアメリカ合衆国に多いことが下記の表からうかがえる。これは、平日に通う現地校が、言語、政治、宗教の違い、また治安面などから選択しづらい地域がアジアには多く、他方、北米と欧州では、現地校やインターナショナルスクールに通っていても、補習校に通うことで日本人学校に近い基準の教育を受けられることが多いためであると思われる。
|    | 日本人学校 （全日制）                      | 日本人補習授業校                   |
| -- | ------------------------------------------ | ---------------------------------- |
| 1  | 上海日本人学校 2,944名                     | サンフランシスコ補習授業校 1,241名 |
| 2  | 泰日協会学校（バンコク日本人学校） 2,350名 | ロサンゼルス補習授業校 1,115名     |
| 3  | シンガポール日本人学校 2,007名             | ロンドン補習授業校 994名           |
| 4  | 台北日本人学校 776名                       | 西大和学園カリフォルニア校 623名   |
| 5  | 香港日本人学校 624名                       | デトロイト補習授業校 564名         |
| 6  | 台北日本人学校 810名                       | ボストン補習授業校 532名           |
| 7  | クアラルンプール日本人学校 509名           | シカゴ補習授業校 479名             |
| 8  | シラチャ日本人学校 447名                   | ホノルル補習授業校 469名           |
| 9  | ハノイ日本人学校 563名                     | ワシントン日本語補習学校 456名     |
| 10 | デュッセルドルフ日本人学校 380名           | ニューヨーク日本語補習学校 450名   |

## 日本人学校に関わる問題とその対策
2005年に日本在外企業協会が、企業を対象に行ったアンケートでは以下のような結果が出た。
日本人学校に関する問題点（回答が多い順）
1. 高校が無い
2. 幼稚園が少ない
3. 学校数が少ない
4. 授業料等が高い
5. 安全対策が不十分（ウィルス、犯罪、テロ関連他）
6. 遠距離通学・親への送迎の負担が大きい
7. 教員の指導方法・授業レベル
8. 企業の寄付金負担が大きい
9. 学校の少人数化によるレベルの低下

一口に「在外日本人（の子弟とその保護者）」といっても、そのニーズは多種多様である。帰国後の受験やいじめに対処できることを重要視する保護者もいれば、2、3年の駐在期間の中でも子供が現地の日本人社会に閉じこもらず現地に溶け込むことを望む保護者もいる。特別支援教育が必要な子供、他国籍や現地国籍を持つ子供の入学についても意見が分かれる。小学生の早期外国語（現地語もしくは英語）教育では希望する習得レベルが異なり、非英語圏ではさらに現地語の達成目標にも差がある。
日本人学校では人材・資源が限られているが、文部科学省の協力のもと、在住国の法律や環境が許す範囲でできるだけ多くの保護者の要望に応えられるよう努力と工夫を重ねている。海外に散らばる日本人学校、補習授業校でネットワークを作り、比較的近隣の学校で共同研修会や勉強会を開くなどしている。海外子女教育振興財団では数年に1度の頻度で各校の代表が集まり、文部科学省と外務省もまじえて運営全般について意見交換、質疑応答などが行える場を提供している。
しかし、運営に関する裁断の一部を担う校長が2、3年で交代する短期滞在の派遣教員であるため長期展望に欠けることがあり、それ以上の期間滞在する事になる保護者だけでなく、長期滞在や永住予定の在留邦人との間に意識の違いがあることは否めない（なお、多くの日本人学校が日本国内の小・中学校と同等の教育を行う機関に沿った課程で運営されていることや、日本企業や政府、各種団体から派遣された駐在員の保護者らが中心にその設置を推進していることなどから、これらの駐在員を除く長期滞在や永住〈もしくは予定〉の在留邦人の子弟が通学することはまれである）。

### 変動の激しい生徒数

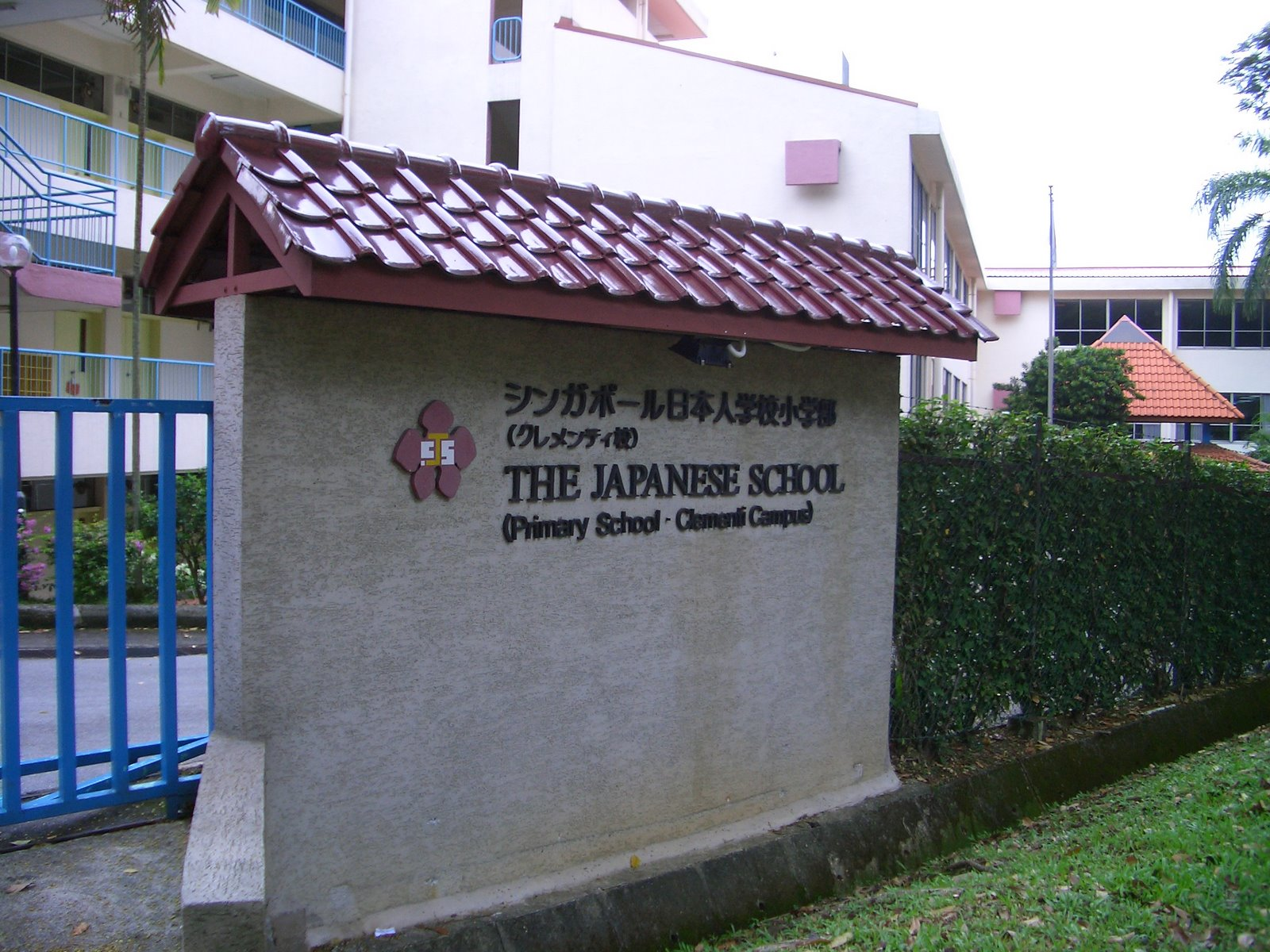
シンガポール日本人学校

日本の景気や現地国の景気、現地国の政情の変化、日本企業の現地化の促進や進出企業の不振による現地拠点の閉鎖・撤退などが生徒数の激増・激減に直接影響するため、日本人学校の運営には先行き不安がついてまわる。
現在は、中南米諸国や中東諸国、ヨーロッパ諸国の比較的日本人が少ない都市などを中心に生徒減少の一途をたどるために、中には閉校の危機感を持つ学校も多い。さらに今後は、日本企業の現地化の促進や駐在員の若年化に伴う子女の低年齢化、晩婚化、少子化、単身赴任といった要因で子供数自体が減る恐れがある。なお、日本人学校は義務教育課程の学校ではあるが、通学範囲内に住む日本人に対して、入学が義務づけられてはいない。義務教育施設であっても公立学校ではない。そのため運営は私立校のようにアイディアを絞り、生き残り案を考えなくてはならない。
生徒数を安定させるために、現地の日系企業に出向いて営業活動をしたり、現地国の学校教育法に基づく「国際部」や「○○部」（○○は現地国名）を設けて現地国籍の子供や日本国籍を持たない子供を入学させる学校もある。しかし、永住組や日本人以外の子供の入学は、日本人学校の多くが現地国の学校教育法に基づいていないために卒業後に現地の高等教育校に進めないケースが多く敬遠される事が多い上に、日本語能力のばらつきや学力レベルの低下につながるとして国際部開設に反対する保護者や教員もいる。
また、外国籍を持つ子供の割合や人数が一定数を超えないよう調整したり、日本語テストの結果で入学を決定する学校もある。一方で、1970年代以降のシンガポールや中華人民共和国、タイの日本人学校など、生徒が急増する学校では、質の良い教員と教室の確保が非常に難しい。増加・減少どちらにしろ、生徒数の変動が激しい。

### カリキュラム

#### 大規模校

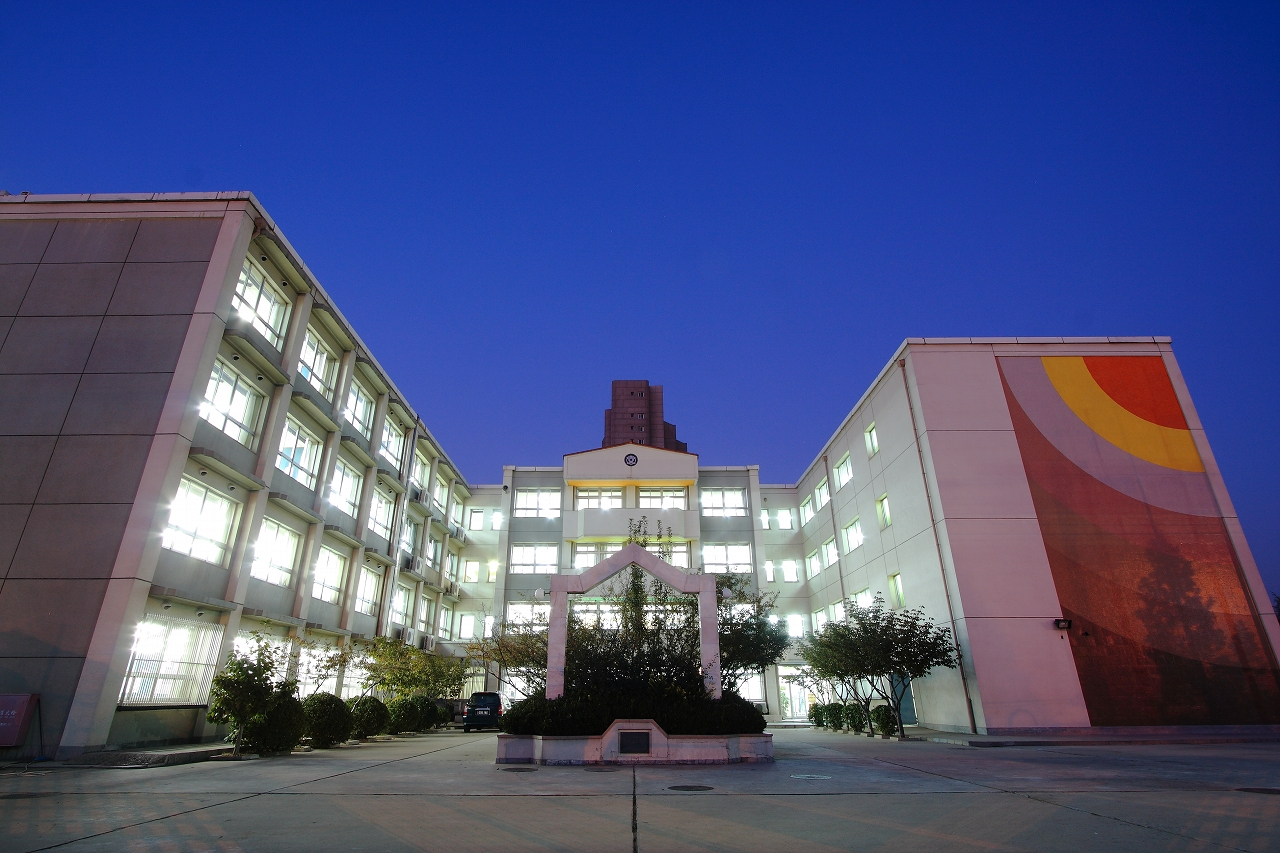
北京日本人学校

日本人学校には小中一貫校教育、海外にいながら日本の小・中学校と同じ教育が受けられるという利点がある。大規模な日本人学校は企業駐在員や国家公務員、団体職員が多い地域の大国の大都市近郊にある。立派な施設を持ち、日本の学校の雰囲気そのままを味うことができる。
しかし、土地柄補習授業校や、公立や私立の現地校、インターナショナル・スクール、日系の塾など選択の幅が広く、近年は現地校やインターナショナルスクールなどに流れ、週末は補習校に通う生徒が以前に比べ増加している。

#### 小規模校
小規模校は、こぢんまりした環境の中、マンツーマンに近い状態でじっくりと学力を伸ばす手作り感が強みである。しかし生徒数が少なすぎると、寺子屋式で複数の学年をまとめて指導することになり、学年別に分ければ全学生数に対して教室数が多く財政的な負担となる。
しかしながら、特に開発途上国や小国の日本人駐在員が非常に少ない地域にある小規模な日本人学校や補習授業校、土地柄公立や私立の現地校、インターナショナル・スクール、日系の塾など選択の幅が少ない中で、質の高い教育を与えてくれる貴重な存在である。日本人学校や補習校が無いため家族帯同ができなかった人が日本から家族を呼んだり、日本人学校や補習校へ通うために引越して来るケースもある。

#### 外国語教育
また、長期的に複数の異なる言語圏に滞在するケースや、英語圏では英語教育を望む保護者も多い。また滞在中に日本人学校が設立された場合は、「それまでインターナショナルスクールや現地校に通って身に付けた現地語や英語を忘れてほしくない」という理由で日本人学校への入学を渋るケースもある。週末の補習校の生徒が非常に多いからといって全日制に切り替えても、補習校と同じ数だけの生徒は集まらないケースも多く、日本人学校は保護者の需要を丁寧に拾っていかなければならないという現状にある。
なお、日本人学校は日本と同じカリキュラムを組む学校であるのに、「海外に位置する」というだけで、小学部でも大した根拠も無く保護者が早期英語教育を切望している事が多く、非英語圏でも現地語ではなく英語志向である保護者も多い。
また、英語圏を中心に、1、2年程度の短期滞在や幼児教育課程でも英語教育を望む家庭が増えている。そのうえ「英会話と受験英語の両方」、「英語と現地語の両方」さらに「受験に必要な国語もしっかりやって欲しい」、「語学だけでなくコンピュータ・リテラシーを主とする情報教育も進めて欲しい」など、実現に困難さが伴うカリキュラムを要望する保護者も多い。
これらの要望を受けて、2006年現在はすべての日本人学校の小学部で英語が導入されている。義務教育ではないため英語講師は日本からの派遣ではなく現地採用である。英会話の授業、英語検定の実施、体育や音楽を英語で教えるイマージョン・プログラムを取り入れている。英語圏にある日本人学校やインターナショナルスクールに隣接した日本人学校では地の利を生かした英語プログラムを組むことができる。
その国の認可校の条件として現地語の履修が義務づけられていることがあり、このような場合、非英語圏では現地語に加えて英語の授業を行わなければならなくなってしまうケースも多い。現地語だけでなく、現地の歴史や地理、たとえば現地国の国歌の斉唱や、海抜ゼロ以下地帯の多いオランダの水泳教室など、その学校で必ず履修しなければいけない科目がある。授業時間配分、現地在住の英語ネイティブ講師の確保、現地採用者の給与に気を配る必要がある。多様なカリキュラムをこなすために、どの学校も休み時間や放課後をフルに活用している。
休み時間に現地語講座を開いたり、放課後にインターナショナルスクールの講師を雇って、インターナショナルスクールの高校進学希望者対象の英語クラスを開いたり、日本語力をつけるための読書指導、クラブ活動などを行っている。日本の業者と提携して放課後の受験講座やサマースクールを開設する学校もある。一般的に日本人学校は、日本の公立校より10%から20%多い授業時数を持っている。これは保護者や在住国政府から要求されるカリキュラムを消化するためだと思われる。

#### 文化交流
現地校との交流会や交換留学・ホームステイ、社会見学、学校を開放しての日本関連講座など現地の社会や文化に接する機会を増やすよう工夫している。また日本人による講演を行うケースもある。
文部科学省は、積極的に現地との交流を進めるため、国際交流ディレクターを派遣していたが、民主党政権時のいわゆる「事業仕分け」により現地職員で実施可能とされ本制度が廃止された。
他にも、日本人学校や補習校に対する親近感や知名度を高めるために、他の学校に通学する子供にも日本語補習授業、日本文化講座、進路相談サービスなどを提供している学校が多い。入学予定の子供に限らず、夏休みなどを利用した体験入学生・短期留学生を現地あるいは日本から受け入れるところもある。

### 日本人学校離れと駐在員の減少、少子化
義務教育段階の海外の子供の数は昭和 46 年の 8,662 人から 平成元年の 47,118 人、平成 29 年の 82,571 人と大きく増加してきた。しかし、 平成元年から平成 29 年にかけての海外在留邦人子女数が 1.8 倍となる一方、日本人学校や補習授業校の児童生徒数については、平成の初頭から現在に至るまで 各々約2万人前後に留まったままである。
これには日本企業の現地化に伴う駐在員の減少、また駐在員の少子化が大きく影響してきたと考えられる。またこの間、いずれの在外教育施設にも通わない子供が増加したと思われる。
理由はいくつか考えられる。企業の現地化に伴う駐在員の減少や、駐在員の少子化は言うまでもないが、在外教育施設にも通わない子供が増加した理由としては、多国籍の環境で学ばせたいと望む保護者が増え、子供を非英語圏では現地のインターナショナルスクール、英語圏では現地校を選ぶようになった保護者が増えたことが考えられる。もう一つは、帰国生徒が珍しくなくなり、帰国生学級や別枠入試、日本人学校出身者は出願できない英語での入試など、現地校出身者に対する日本の受け入れ側の態勢が整ってきたため（本来、日本人学校のない地域を考慮した措置だが）、現地校を選びやすくなったことも一因である。
そのほか数は少ないが、通勤条件や住環境などの都合でスクールバスの運行ルート上に住めない。また便利な近場の学校を選ぶ家庭。そのほかにも現地の狭い日本人、駐在員社会のしがらみを避るためなど、その国や都市、家庭によってその理由も様々である。
そして、データには現れていないが、現地校に通う在外日本人の中には、海外で生まれ日本へ永住帰国の予定はないが、管轄領事館に出生届と在留届を提出した日本国籍を持つ、いわゆる「国際結婚の子供」も各国に一定数いる。

### 財政面
施設管理費、現地採用者の人件費、スクールバス運営費、安全対策費といった支出面と、入学金、授業料、寄付金といった収入面との採算を合わせなければならない。現地採用者は、教員のほかに、事務、清掃、庭師、バスの運転手、警備員などがいる。週末は校舎を日本語補習校に貸与して賃貸料が収入となる学校もある。
在住国の法律により、優遇条件で土地が借りられたり、ある程度の収益までは税金が免除されることがあれば、現地採用者の解雇や減給が禁止されている、1年契約は短すぎるとして認められないこともある。在住地の法律に通じかつ人脈・情報を持つアドバイザーが求められる。
殆どの企業駐在員や国家公務員、団体職員には「子女教育手当」が出るが、その額は企業によってまちまちである。理科室・音楽室・美術室・家庭科室・コンピュータ室・図書室といった特別教室、体育館、全天候型運動場やトラック、プールなどの施設、スクールバス、安全対策、外国語・進路指導・特殊教育の専門家を抱える学校の授業料は安くはない。
赴任者の手当支給額にも上限があるので一部は個人の負担となる。また現地の日本人企業や日本人会に赴任者や企業に寄付金が課されることもあり、企業にとっても負担が大きい。寄付金では払う人と払わない人が出てくるため、施設費や管理費という名目で一律の額を全家庭から徴収する学校もある。
日本人学校がない地域では、インターナショナルスクールの授業料を元に教育手当が算出されていたのが、それより授業料の低い日本人学校ができると手当が減額されてしまい、引き続きインターナショナルスクールに通わせるには負担が大きくなるため、日本人学校の進出を歓迎しない保護者もいる。

### 進路対策

#### 私立在外教育施設
日本人学校は、日本における義務教育期間の中学校までしかなく、中学生の以上の子供を持つ家庭や、長期滞在予定の家庭からは不安の声があがっている。これらの進路の不安を解消するために、「私立在外教育施設」つまり日本の学校法人が海外分校を開校している。
2025年4月現在の私立在外教育施設は、上海日本人学校高等部、立教英国学院、帝京ロンドン学園、スイス公文学園高等部、早稲田渋谷シンガポール校、慶應義塾ニューヨーク学院の計6校である。
なおこれらの私立在外教育施設には、「親の仕事などで海外にやむなく駐在する子女の教育のために」という開校目的があり、そのために保護者が日本人学校や補習校が存在しない東欧諸国やアフリカ、南米などの近隣諸国に駐在し、その子女が寮に入り通うケースも多い。

#### 学歴を金で買う親
しかし、これらの私立在外教育施設には、「学歴」や「帰国子女」としての肩書を得るために、多数の生徒が高いお金を払いわざわざ日本国内から「留学生」として来て在籍しているという異常な現状がある。その親の多くは日本国内のみで開業している裕福な自営業や医師であり、そもそも子女を私立在外教育施設に入れる必要性は皆無である。
「親の仕事などで海外にやむなく駐在する子女の教育のために」という、私立在外教育施設の崇高な開校目的とはかけ離れた、いわば本末転倒であるが、多くの私立在外教育施設には学生寮があり、学校側も経営的、金銭的にそれを維持しなければならないために、やむを得ずこのような状況を受け入れている。

#### 閉校した在外教育施設
実際、2000年代には英国暁星国際学園やアルザス成城学園、近年では2012年にドイツ桐蔭学園、2013年にフランス甲南学園トゥレーヌ高等部、2024年に如水館バンコク高等学校が、経営不振などにより撤退、閉校している。これらの私立在外教育施設の多くが「学歴を金で買う」親と子女を受け入れてきたが、最終的に閉校に追い込まれている。

#### 寮制高校
子供だけを日本に帰国させて学生寮がある高等学校に入れる保護者もいる。積極的に帰国生徒を受け入れている寮制の高等学校には茗溪学園（茨城県）、暁星国際(千葉県)、聖パウロ学園(東京都)、新潟国際情報、オイスカ(静岡県)、同志社国際(京都府)、立命館宇治(京都府)、西大和学園(奈良県)、山陽女学園(広島県)、明徳義塾(高知県)、弘学館(佐賀県)がある。このほかにも、埼玉県の早稲田大学本庄(ホームステイ)、東京都には国際基督教大学附属(週末閉寮)、また業者が経営する帰国生徒専用の学生寮もある。
寮制高校は遠方の人間も受験できる利点があるが、「家族と離れ離れになってしまう」、「日本の学生も多く受験するため競争率が高い」、「大学進学も視野に入れると納得できる教育内容ではない」、「校内の状況が荒れている」といった理由で最初からこれらの私立在外教育施設や国内の寮制高校を選択に入れない家庭もある。

#### 課題と対策
世界を転々としながらも「家族でいっしょに住みたい」、「大学まで進んで満足な教育を受けて欲しい」という願いを叶えるために、親が子供の将来を見越して日本の高校へ進学させるために妻と子供だけ帰国させたり、英語で教育を受けたりバカロレア課程への進学を望むケースは多く、このような要望に対応した日本人学校高等部の設立、帰国生徒のための全寮制進学高校の増加、在住国の事情を鑑みた帰国生徒出願資格を要望する声は以前からあるが、これらの要望の実現には遠い。
これらのニーズに対応させるため、日本人学校、とくに中学部では「進路室」を設けて教育相談員を配置している。インターナショナルスクール、現地の公立・私立高校、日本の高校などの情報収集を行い、進路に分けて受験対策を立てている。保護者は進路相談室を活用でき、生徒は願書の書き方から面接指導まで丁寧な指導を受けられる。進路に限らず、学習計画、異文化ショックなどの精神的ストレスなど広い範囲の相談窓口となっていることもある。大部分の学校では、相対的な学力レベルを知るために漢字検定、英語検定、業者テストを実施している。
日本人学校や補習校によっては、現地校やインターナショナルスクールなどの現地の他の学校に通う日本人小・中学生の教育相談にも応じ、日本人学校の校風・理念・カリキュラムを在外邦人コミュニティーに紹介する機会としている。

### 特別支援教育
日本人学校にも肢体不自由、発達障害、学習障害など様々な支援を必要とする子供が通っている。健常児の数で教師を割り当てているため、支援を必要とする子供それぞれに合った十分なケアを与えられるだけの余裕がない。中には支援教室を設けるところもあるが、その数は世界で10校にも及ばず、各教室の定員も10人未満である。ウェイティング（空席待ち）になっていることが多い。教室での学習を助けるボランティアの学習支援講師がいる学校も少ない。
社員を海外赴任させる企業が子供の障害まで考慮することはめったになく、海外に赴任してから障害のあることが判明する場合もある。日本人学校の支援教室を希望しても入学できる保証はなく、入学が認められなかったり空席待ちで現地校を選ぶことになる。不慣れな土地で現地の言葉もわからずに支援の必要な子供を現地校に通学させている保護者のストレスは大変なものである。また逆に支援教室を薦められても、我が子の障害を受け入れられない保護者と学校の間に軋轢が生じるのは、日本国内の場合と同じである。
国立特別支援教育総合研究所では、支援を必要とする子供の保護者、日本人学校や補習授業校の教員を対象に教育相談、情報提供などをおこなっている。また西ヨーロッパ諸国やアメリカ合衆国など特別支援教育の進んだ国にある日本人学校では、現地の教育制度を調査研究したり、現地の専門家からアドバイスを得たり、使える文献や施設を紹介してもらうことができる。
文部科学省では、1996年以来、在外教育機関が抱える問題を解決するために、一部の日本人学校と補習授業校を海外子女教育研究協力校に指定し、特別支援教育についても実践教育を行っている。
ADHDやアスペルガー症候群などの発達障害児は、専門家の診断が好ましいが、特殊教育の経験者がいない学校では、配慮の必要な子供の診断や指導に苦労している。通常、安全面などを確認し、普通学級に受け入れられる程度の障害を持つ子供は入学、看護が必要な場合は保護者側の負担となっていることが多い。海外では以前子供が在籍していた学校と言葉が通じない、記録書類が残っていないなど、過去の学習状態を把握しにくいケースも多く、面接や体験入学を行って受け入れ可能かどうか判断することになる。
また、肢体不自由児に関しては、物理的なバリアフリーが求められるが、スクールバスでの通学が多い上に、施設や校舎のデザインがもともとバリアフリーにできていない多くの日本人学校では、財政面の負担から改築を渋る所がある。
何らかの障害を持つ子供達を積極的に受け入れたい学校も、教員数や財政的な理由から募集数を絞らざるを得ない。支援教室があっても小学部にしか設けられていない学校や、校長や教員の交代で支援体制まで変わってしまう学校は長期滞在者には辛い。「日本とまったく同じ学校」と聞いて、障害にかかわらず誰でも通学できる学校だと思い込んでいる保護者もいる。また、学校の授業レベルが下がることを懸念して障害児を歓迎しない保護者もいる。日本人学校は公的な要素を持つ私立校であるがため、公立の特別支援学校的なサービスと、私立の進学校的なサービス両方が要求される立場にある。

### 危機管理

#### 安全対策
日本人学校は、治安、政情が諸外国に比べ安定している日本国内の学校に比べて危機管理レベルは高く、多くの日本人学校は警備員が24時間または授業時間中に常駐し、校門は自動ロックで常に施錠され、高い塀や有刺鉄線で囲まれている。また小学生にも学生証、保護者証、来校者証を発行し、IDチップ認識システムを導入している学校もある。
ほとんどの日本人学校においては、登下校時の安全を確保するためにスクールバスや保護者の送迎による登下校のみを許可している。また、政治情勢や治安などが不安定な国では、現地の日本大使館や現地警察、病院との協力体制を構築している他、日本国内に緊急連絡室を持つ学校もある。また国によっては、ヘビやグモに嚙まれた際に、緊急病院との協力体制を構築しているところも多い。
それでもまだ多くの日本人学校においては犯罪、災害、テロ、反日デモ、感染症のパンデミックやエピデミックといった緊急時対策は不十分であると言える。使えるマニュアルの作成、備品購入と貯蔵、また災害だけでなく爆弾テロ、暴動、クーデター、ゲリラ乱入、不審者侵入、スクールバスへの投石などを想定した効果的な対策や避難訓練の充実が必要とされる。
文部科学省は所管の海外子女教育振興財団などを通して、日本人学校や補習校を始めとする在外教育施設の安全対策の費用を一部負担している。防護フェンス、外壁嵩上げ、有刺鉄線、門の補強、自動開閉ゲート、インターホン、非常口、遮断機、防犯カメラ、感知式ライト、緊急サイレン、携帯無線機、携帯誘導灯、校内放送設備、防煙マスク、校舎の防弾ガラス 通学バスの防爆シート・飛散防止フィルム・銃弾貫通防止フィルム、緊急避難用はしご、緊急時用水のための地下水ポンプといった物品の設置・購入を援助費で補っている。

#### 心のケア
現地で深刻な自然災害や犯罪事件などが起こった際には、国内同様、PTSDを引き起こした日本人の子供達にカウンセリングが必要となる。文部科学省は海外日本人学校を対象とした学校臨床心理学の一人者である小澤康司（立正大学心理学部教授）を派遣している。
- 1999年9月21日の台湾大地震の後に台中市の台中日僑学校
- 2001年9月11日のアメリカ同時多発テロ事件の後にはニューヨーク州、ニュージャージー州、コネチカット州の日本人学校をはじめとした14の日系団体
- 2004年1月29日に校門前で日本人学校の園児が襲撃される事件の起こったソウル日本人学校
- 2005年1月16日のスマトラ島沖地震の被害に遭ったバンコク日本人学校とシンガポール日本人学校

カウンセラーの使命は、PTSD症状を緩和させるリラクセーション実習、絵画療法などにとどまらない。緊急時に備えて学校カウンセラーを世界中の日本人学校に配置するのは物理的に不可能であり、とくにテロでは海外渡航が禁止・制限され日本からカウンセラーが到着するまでに日数を要する。
そのため日本人学校では、危機事態に自己コントロールできるよう園児から学生まで年齢に沿ったストレス・マネジメント教育が必要とされる。また異国の地で気が動転してしまいがちな保護者が冷静に行動・判断できれば子供のPTSDを抑える助けになるため、保護者に対する自己コントロール訓練も不可欠である。そして学校全体、ひいては日系あるいは国籍を問わずに現地コミュニティーが一丸となって緊急時対応ができるような組織を作り上げることも重要である。カウンセラーはこのような点に関して日本人学校スタッフにアドバイスを行っている。

#### 脱北者の駆け込み
中華人民共和国にある日本人学校が頭を悩ませているのは、難民認定と亡命を求めた北朝鮮の脱北者の駆け込み事件である。北京日本人学校は大使館と異なり治外法権を持っていないにもかかわらず、2003年から2005年の間に計5回、合計56人の脱北者が侵入した。関心が北京に行っている間に、大連の日本人学校でも同様の駆け込みが計画されたが未遂に終わっている。
北京日本人学校はまず在北京日本大使館に連絡を取り、脱北者は大使館に引き取られて、その大部分が韓国への亡命を果たしている。中華人民共和国は脱北者を「不法入国者」として北朝鮮に返す協定を北朝鮮政府と結んでいるため、このような日本人学校の対応に非常に不満を持っている。
2003年に日本人学校が増設許可を申請したところ、その見返りに外交関連施設として優遇措置を受けていた立場から、中国共産党政府が直接介入できる一般校へ1年以内に登記変更するように要求されたり、「校長が脱北者の身柄を日本大使館でなく現地の警察に即時に引き渡さなければ、警察は日本人学校の安全を保証できない」と脅迫に近い通告をしている。
日本国内の世論は、「危険を冒して逃げてきた者なのだから門前払いをせず校内で匿うべきだ」という意見と、「大使館ならまだしも治外法権のない日本人学校に駆け込む者は法律に従って中華人民共和国側に引き渡すべきだ」という意見に分かれる。実際に日本人学校に通う子供、その保護者、また子供達を預かる側の日本人学校にとっては、切羽詰った脱北者や中華人民共和国の公安当局が校内で武力行使することも考えられ、何事も安全を第一に行動しなければならない。
学校はセキュリティーを強化し、警備員を増員し、脱北者侵入を想定した避難訓練も行い、不審者侵入に非常に神経をすり減らしている。実際に判断をし責任を取るべきである日本国の特命全権大使ではなく、そのような責任を与えられているわけではない一学校の校長に、日中関係を左右するような判断と責任がつきつけられているのは理不尽であるという意見が多い。

## 日本人学校一覧
日本国内の小・中学校と同等の教育内容を行う学校であるため、日本人学校はすべて小学部と中学部を持つ。学校名に冠する都市名は最寄の大都市であることが多く、必ずしも所在地とは一致しない。
- データは2014年12月現在 ただし〇印は2014年のデータ
- 〇印は小・中学の生徒数が100名以上の学校（2013年外務省調査）
- （幼）は幼稚園、（国際）は国際部、（特支）は特別支援学級を併設する学校

### アジア
- インド
  - ニューデリー日本人学校（幼）< 公式サイト >
  - ムンバイ日本人学校 (जापानी स्कूल, मुम्बई) < 公式サイト - ウェイバックマシン（1999年1月17日アーカイブ分） >
- インドネシア
  - 〇ジャカルタ日本人学校（幼）< 公式サイト >
  - スラバヤ日本人学校（幼） < 公式サイト >
  - チカラン日本人学校　<公式サイト>
  - 在インドネシア日本国大使館付属バンドン日本人学校（幼）< 公式サイト >
- シンガポール
  - 〇シンガポール日本人学校 < 公式サイト >– 1966年（昭和41年）に開校。小学校2校舎と中学校1校舎があり世界第2位の規模。
- スリランカ
  - コロンボ日本人学校 < 公式サイト >
- タイ
  - 〇泰日協会学校バンコク校（バンコク日本人学校）（特支「なかよし学級」）< 公式サイト > - 1956年（昭和31年）1月22日に在タイ日本国大使館付属日本語講習会として開校。1974年（昭和49年）7月24日にタイ王国政府の認可を得て泰日協会学校として開校。世界最古の日本人学校である。
  - 泰日協会学校シラチャ校（シラチャ日本人学校）< 公式サイト > -バンコク校と一体経営。
- 台湾
  - 台中日本人学校（英語版）（ZH）< 公式サイト >
  - 〇 台北日本人学校（台北市日僑学校）（特支学級はないが個別支援）< 公式サイト >1947年(昭和22年)「国立台湾大学附設留用日僑子女教育班」の名称で温州街で小中学部開校。1973年(昭和48年)に台北市教育局の認可を得て「台北市日僑学校」として開校。
  - 高雄日本人学校（ZH）< 公式サイト >
- 韓国
  - 〇ソウル日本人学校（幼）< 公式サイト >
  - 釜山日本人学校 < 公式サイト >
- 中華人民共和国
  - 広州日本人学校 (ZH/ZH-YUE) < 公式サイト >
  - 〇上海日本人学校（特支 「特別支援教室」）< 公式サイト >-2校舎があり2006年現在世界最大規模。
  - 〇大連日本人学校（幼）< 公式サイト >
  - 青島日本人学校 < 公式サイト >- 2005年開校
  - 蘇州日本人学校 < 公式サイト >- 2005年開校
  - 深圳日本人学校 < 公式サイト >- 2008年開校
  - 杭州日本人学校 < 公式サイト >- 2008年開校
  - 天津日本人学校（中国語版） < 公式サイト >
  - 〇在中華人民共和国日本国大使館付属北京日本人学校（特支 「支援教室」）< 公式サイト >
- 香港
  - 〇香港日本人学校香港校小学部（特支 「特別支援教室」） < 公式サイト > – 1966年（昭和41年）開校。
  - 〇香港日本人学校大埔校 （特支 「特別支援教室」）< 公式サイト >
  - 〇香港日本人学校香港校中学部（特支 「特別支援教室」） < 公式サイト >
- パキスタン
  - 在パキスタン日本国大使館附属イスラマバード日本人学校（英語版） < 公式サイト >
  - 在カラチ日本国総領事館付属カラチ日本人学校 < 公式サイト - ウェイバックマシン（2000年4月22日アーカイブ分） >
- バングラデシュ
  - 在バングラデシュ日本国大使館付属ダッカ日本人学校（幼）< 公式サイト >
- フィリピン
  - 〇在フィリピン日本国大使館附属マニラ日本人学校 < 公式サイト >
- ベトナム
  - ハノイ日本人学校 < 公式サイト >
  - 〇ホーチミン日本人学校 < 公式サイト >
- マレーシア
  - 〇在マレーシア日本国大使館付属クアラルンプール日本人会日本人学校（幼・特支「なかよし学級」）< 公式サイト >
  - 〇在マレーシア日本国大使館付属ジョホール日本人学校 < 公式サイト >
  - 〇ペナン日本人学校 < 公式サイト >
  - コタキナバル日本人学校 < 公式サイト >
  - 〇在マレーシア日本国大使館付属ペラ州補習授業校
- ミャンマー
  - 在ミャンマー日本国大使館付属ヤンゴン日本人学校（幼）< 公式サイト > - 日本人学校として泰日協会学校に次ぐ歴史がある。
- カンボジア
  - プノンペン日本人学校（英語版） < 公式サイト >

### 中近東
- アラブ首長国連邦
  - アブダビ日本人学校（英語版） (المدرسة اليابانية في أبوظبي)（幼）< 公式サイト >- 1978年開校
  - ドバイ日本人学校 < 公式サイト >- 1980年開校
- イラン
  - 在イラン日本国大使館附属テヘラン日本人学校（英語版）（テヘラン）(مدرسه ژاپنی‌ها در تهران) < 公式サイト >- 1968年開校
- サウジアラビア
  - リヤド日本人学校 < 公式サイト >- 1985年開校
  - ジッダ日本人学校 < 公式サイト>- 1975年開校
- トルコ共和国
  - イスタンブール日本人学校 < 公式サイト >- 1991年（平成3年）に開校。補習授業校を併設。
- カタール
  - ドーハ日本人学校（英語版） (مدرسة اليابان في الدوحة) <公式サイト>- 2001年に一度閉校となったが中東地域の好景気で日系企業が多数進出し、在留日本人家族が増えていることから2009年4月に再開校した。

### ヨーロッパ
- イギリス
  - 〇ロンドン日本人学校（特支「テムズ学級」）<公式サイト >- 補習授業校を併設。
- イタリア
  - ローマ日本人学校」 < 公式サイト >
  - 〇ミラノ日本人学校」< 公式サイト >
- オーストリア
  - ウィーン日本人学校（ドイツ語版） (EN) < 公式サイト >
- オランダ
  - 〇アムステルダム日本人学校 < 公式サイト >
  - ロッテルダム日本人学校（就学前「幼児造形教室」）< 公式サイト >
- スイス
  - チューリッヒ日本人学校 < 公式サイト >- 補習授業校を併設。
- スペイン
  - バルセロナ日本人学校（幼） < 公式サイト >
  - マドリッド日本人学校 < 公式サイト >
- チェコ
  - 在チェコ日本国大使館付属プラハ日本人学校（チェコ語版） (EN)< 公式サイト >
- ドイツ
  - 〇デュッセルドルフ日本人学校（特支学級はないが個別支援）< 公式サイト >- 補習授業校を併設。
  - 〇ハンブルグ日本人学校 （幼）< 公式サイト >
  - 〇フランクフルト日本人国際学校< 公式サイト >
  - ベルリン日本人国際学校< 公式サイト >
  - 〇ミュンヘン日本人国際学校 < 公式サイト >
- ハンガリー
  - 在ハンガリー日本国大使館付属ブダペスト日本人学校（英語版） < 公式サイト > - 2005年開校
- フランス
  - 〇日仏文化学院パリ日本人学校 < 公式サイト >
- ベルギー
  - 〇ブラッセル日本人学校（特支学級はないが個別支援）2016年現在、生徒児童総勢300人。小・中学生の教育が受けられる。< 公式サイト >- 補習授業校を併設。
- トルコ
  - 〇イスタンブール日本人学校
- ポーランド
  - ワルシャワ日本人学校< 公式サイト >
- ルーマニア
  - 在ルーマニア日本国大使館付属ブカレスト日本人学校（英語版）（特支学級はないが全校支援態勢）< 公式サイト >
- ロシア
  - モスクワ日本人学校 (EN) < 公式サイト >

### アフリカ
- エジプト
  - カイロ日本人学校（英語版） (مدرسة القاهرة اليابانية) < 公式サイト >
- ケニア
  - ナイロビ日本人学校 < 公式サイト > - 旧称「在ケニア日本国大使館附属日本人学校」
- 南アフリカ
  - ヨハネスブルグ日本人学校 < 公式サイト > 閲覧にはパスワードが必要。

### 北米
- アメリカ
  - 〇シカゴ双葉会日本語学校（幼） < 公式サイト > - 補習授業校を併設。
  - 〇 ニュージャージー日本人学校 < 公式サイト >-ニューヨーク日本人学校から独立。2005年認定
  - 〇ニューヨーク日本人学校（特支「特殊支援学級」）< 公式サイト >
  - グアム日本人学校（幼）< 公式サイト >- 補習授業校を併設。

### 中南米
- メキシコ
  - アグアスカリエンテス日本人学校 '<公式サイト>
  - 〇日本メキシコ学院 日本コース'<公式サイト>（メキシコシティ所在、日本教育課程（日本コース）は小・中、メキシコ教育課程は幼・小・中・高）
  - グアナファト日本人学校 '<公式サイト>
- アルゼンチン
  - ブエノスアイレス日本人学校<公式サイト>
- コスタリカ
  - 在コスタリカ日本国大使館付属サンホセ日本人学校<公式サイト>
- コロンビア
  - 在コロンビア日本国大使館附属ボゴタ日本人学校<公式サイト - ウェイバックマシン（2009年6月22日アーカイブ分）>
- チリ
  - サンチャゴ日本人学校 <公式サイト>
- パラグアイ
  - アスンシオン日本人学校<公式サイト - ウェイバックマシン（2005年2月21日アーカイブ分）>
- パナマ
  - パナマ日本人学校（英語版） -<公式サイト> 1974年（昭和49年）10月12日にパナマ日本人会によって開校。
- ベネズエラ
  - カラカス日本人学校<公式サイト>
- ペルー
  - リマ日本人学校 <公式サイト>
- ブラジル
  - 〇サンパウロ日本人学校<公式サイト> - 中南米最大の規模を誇る。
  - マナオス日本人学校（英語版）<公式サイト>（国際「文化コース」日系人対象 午前中のみ）
  - リオ・デ・ジャネイロ日本人学校（ポルトガル語版）(EN)<公式サイト>

### 大洋州
- オーストラリア
  - 〇シドニー日本人学校（幼・国際）< 公式サイト >
  - パース日本人学校（英語版） < 公式サイト >
  - メルボルン日本人学校（英語版）（幼稚園休園中）< 公式サイト >

## 閉校・休校中の学校
文部科学省が規程を一部改正したため、2002年4月1日以降は半年以上休校してその後再開の見込みのない学校は原則として閉
- グァテマラ・グァテマラ日本人学校（2021年3月閉校）
- ブラジル・ヴィトーリア日本人学校（閉校）
- ブラジル・ベレーン日本人学校（1996年3月閉校）
- ブラジル・ベロ・オリゾンテ日本人学校 （2000年閉校）
- ギリシャ・アテネ日本人学校（英語版） (2006年度末休校）
- スペインカナリア諸島・ラス・パルマス日本人学校（英語版） (ES) (2001年閉校)
- トルコ・アンカラ日本人学校 (2004年閉校)
- ユーゴスラビア・ベオグラード日本人学校 (1994年3月閉校)
- アルジェリア・アルジェ日本人学校 (1993年閉校)
- イラク・バグダッド日本人学校 (1990年3月閉校)
- クウェート・クウェイト日本人学校 (1990年8月閉校)
- バーレーン・バハレーン日本人学校 (2022年9月閉校)
- ナイジェリア・ラゴス日本人学校 (1993年3月閉校)
- レバノン・ベイルート日本人学校 （1979年3月閉校）

## 参照および参考文献
1. ↑  https://www.mext.go.jp/a_menu/shotou/clarinet/002/002.htm 海外に在留する日本人の子どものために、学校教育法（昭和22年法律第26号）に規定する学校における教育に準じた教育を実施することを主たる目的として海外に設置された教育施設をいう。
2. ↑  地図(3)を参照
3. ↑  上海で学ぶ子供達よ、中日友好の虹の架け橋になれ!!
4. ↑  “在外教育施設の概要：文部科学省”. 文部科学省ホームページ. 2023年9月10日閲覧。
5. ↑  “「ただいま何人!?」在外教育施設在籍者数. 海外子女教育”.   海外子女教育振興財団. 2023年9月10日閲覧。
6. ↑  「海外・帰国生徒教育に関するアンケート」調査結果について
7. ↑  2005年度在外教育施設事務長等会議
8. ↑  日本人学校ができたら行く？行かない？
9. ↑  国際交流ディレクターの募集について
10. ↑  “在外教育施設未来戦略 2030”.   文部科学省 在外教育施設の今後の在り方に関する検討会. 2023年9月10日閲覧。
11. ↑  “認定した在外教育施設の一覧：文部科学省”. 文部科学省ホームページ. 2023年9月10日閲覧。
12. ↑  “如水館バンコク高等学校｜Josuikan Bangkok International School”. TOP. 2024年11月26日閲覧。
13. ↑  “閉校のお知らせ”. 甲南大学. 2023年9月10日閲覧。
14. ↑  “平成28年度事業計画書”.   桐蔭学園. 2023年9月10日閲覧。
15. ↑  日本の全寮制高校
16. ↑  海外子女教育研究協力校
17. ↑  デュッセルドルフ日本人学校 研究報告(pdfファイル)
18. ↑  安全対策援助リスト
19. ↑  脱北者16人、中国・大連の日本人学校駆け込みに失敗
20. ↑  北京日本人学校、一般校への変更要求
21. ↑  脱北者8人が日本人学校に 中国、身柄引き渡し要求

## 関連文献
- 那須野三津子、「海外日本人学校に対する障害児教育担当教員派遣の実現要因:―1979～2002年度の教員派遣制度を通して―」 『特殊教育学研究』 2011 年 49 巻 3 号 p. 247-259, doi:10.6033/tokkyou.49.247
- 小澤 至賢 (国立特別支援教育総合研究所教育支援部). "アメリカ東部地区の日本人学校及び補習授業校における障害のある日本人児童生徒への支援状況 (<特集>米国における障害のある子どもへの教育的支援の実際" (Archive). 世界の特別支援教育 23, 43-55, 2009-03. 独立行政法人国立特別支援教育総合研究所. See profile at CiNii.
- 横尾 俊 (国立特別支援教育総合研究所教育相談部). "平成20年度日本人学校及び補習授業校に対するアンケート結果について" (Archive). 国立特別支援教育総合研究所教育相談年報 30, 33-45, 2009-06. 独立行政法人国立特別支援教育総合研究所. See profile at CiNii.
- 池﨑喜美惠. "日本人学校における消費者教育の実態." 日本教科教育学会誌. 37(3), 33-40, 2014. 日本教科教育学会. See profile at CiNii.
- 大阪教育大学社会学研究会編．『海外日本人学校―教育環境の多様化と変容―』金壽堂出版，2017，277p．